# Угор (Афанасьевский район)
Угор  — деревня в Афанасьевском районе Кировской области в составе Гординского сельского поселения.

## География
Расположена на расстоянии примерно 24 км на юг-юго-восток по прямой от центра поселения села  Гордино на правобережье реки Кама.

## История
Известна с 1727 года как деревня Селуковых с 2 дворами, в 1873 году здесь (Селуковская) отмечено было дворов 22 и жителей 152, в 1926 (уже Угорская или Угорцы, Малиновский) 22 и 116, в 1950 (Угор) 25 и 104, в 1989 проживало 86 человек. Настоящее название утвердилось с 1939 года.  

## Население
Постоянное население составляло 79 человек (русские 100%) в 2002 году, 64 в 2010.